# Dainamaita
Dainamaita è il quarto album in studio del gruppo musicale italiano Casino Royale, pubblicato nel 1993 dalla Black Out.

## Tracce
Testi e musiche dei Casinò Royale, eccetto dove indicato. Arrangiamenti dei Casinò Royale e di Michele Ranauro.
1. De Maestro E
2. Dainamaita
3. Dainadaba
4. Treno per Babilon
5. Pardo dietro lo specchio
6. Re senza trono
7. Quando si perde il controllo
8. KZK
9. JSS
10. Purple Haze (Jimi Hendrix)
11. TaShot
12. Justice
13. Metallo giallo
14. Cielo